# هوانغ هي (جوسون)
هوانغ هي (ولد في 8 مارس 1363 ومات في 28 فبراير 1452) كان سياسياً ومسؤولاً حكومياً في عهد مملكة غوريو ومملكة جوسون. خدم هوانغ هي كرئيس وزراء جوسون من سنة 1431 إلى سنة 1449.

## وصلات خارجية
| سبقه إي جغ | رئيس مستشاري مملكة جوسون 1431 ~ 1449 | تبعه ها يون |